# UFO vesnička Sanzhi
UFO vesnička Sanzhi (čínsky: 三芝飛碟屋) byla souborem opuštěných a nikdy nedokončených budov ve futuristickém stylu ve tvaru létajících talířů ve čtvrti Sanzhi v Nové Tchaj-peji na Tchaj-wanu. Budovy navrhl finský architekt Matti Suuronen. Výstavba projektu započala v roce 1978, ale již v roce 1980 se práce zastavily. Projekt nikdy nebyl dokončen a domy zůstaly opuštěné.
Opuštěná vesnička se na internetu stala senzací, což přineslo vlnu popularity, ale také vandalismus. Celý projekt byl srovnán se zemí. Demolice započala v roce 2008.

## Výstavba a úpadek
UFO domy se začaly stavět v roce 1978. Byly zamýšleny jako rekreační středisko v části severního pobřeží přiléhající k Tamsui a byly prodávány americkým vojenským důstojníkům, kteří přijížděli ze svých východoasijských misí. Domy měly sloužit jako letoviska k pronájmu i ke koupi. Většina rezidentů však shledala, že jsou v létě příliš nepohodlná i kvůli vysokým teplotám, a že domy nejsou příliš odolné vůči nepřízni počasí. Projekt byl v roce 1980 zrušen kvůli ztrátě hlavního investora a údajnému problému s nestabilním podložím.
K nepřízni projektu se také přidaly temné příběhy a pověsti. Dle jednoho bylo na pozemku nalezeno množství lidských ostatků. Mělo jít o místo masového hrobu holandských vojáků. Poblíž projektu byla také odstraněna socha čínského draka, což dle místních přineslo neštěstí. Při stavbě projektu došlo k několika pracovním úrazům, z nichž některé skončily i smrtí. Pracovníci pak tvrdili, že na stavbě vídají duchy svých kolegů. Po zastavení prací se nehlídané stavby staly oblíbeným místem sebevrahů, čímž se opět rozšířil seznam lidí, kteří zde přišli o život.

## Demolice
Koncem roku 2008 bylo naplánováno zbourání budov, přestože na internetu byla sepsána petice za zachování alespoň jedné z budov jako muzea. Demolice byla zahájena 29. prosince 2008 a plánovala se přestavba na turistickou atrakci s hotely a plážovým zázemím.
Některé zdroje uvádějí, že poslední z domů byly zbourány v roce 2010 a na místě probíhala přestavba na komerční přímořské letovisko a aquapark.  

## V kultuře
Budovy připomínající UFO se staly menší turistickou atrakcí, mimo jiné díky své neobvyklé architektuře, stavby se staly námětem filmu, který využila MTV jako lokaci pro natáčení, a staly se předmětem internetových diskusí, kde byly popisovány jako město duchů nebo „ruiny budoucnosti”.
- Místo se objevilo ve filmu  Bílý fantom z roku 1987.
- Domy se objevují v mapě pro více hráčů, která je součástí balíčku map Apocalypse DLC ve videohře Call of Duty: Black Ops II z roku 2012.
- Na domy odkazuje název skladby na LP desce Abandoned City německého pianisty Hauschky z roku 2014.